# River (canção)
"River" é uma canção do rapper americano Eminem. É a quinta faixa de seu nono álbum de estúdio, Revival. A canção, produzida por Emile Haynie, apresenta vocais do cantor britânico Ed Sheeran. A canção foi lançada nas rádios em 5 de janeiro de 2018, servindo como segundo single do álbum.
Comercialmente, alcançou o número um na Noruega e na Suécia. Também alcançou o top 10 em mais de 15 países, incluindo a Austrália e o Reino Unido e o top 20 na Bélgica e nos Estados Unidos.

## Videoclipe
Um videoclipe para a canção foi lançado em 14 de fevereiro de 2018. Foi dirigido por Rich Lee, com quem Eminem já havia colaborado em vários vídeos. O vídeo obteve mais de 5 milhões de visualizações em menos de 24 horas. A partir de 24 de fevereiro de 2018, o vídeo obteve mais de 32 milhões de visualizações e 1 milhão de curtidas.

## Faixas e formatos
| CD single |                                      |         |  |
| N.º       | Título                               | Duração |  |
| 1.        | "River" (participação de Ed Sheeran) | 3:46    |  |
| 2.        | "Chloraseptic" (Remix)               | 4:57    |  |

## Desempenho nas tabelas musicais
| Tabelas musicais (2017–18)                   | Melhor posição |
| -------------------------------------------- | -------------- |
| Alemanha (Offizielle Deutsche Charts)        | 3              |
| Austrália (ARIA)                             | 2              |
| Áustria (Ö3 Austria Top 75)                  | 1              |
| Bélgica (Ultratop 50 da Valônia)             | 23             |
| Bélgica (Ultratop 50 de Flandres)            | 13             |
| Canadá (Canadian Hot 100)                    | 3              |
| República Checa (Singles Digitál Top 100)    | 5              |
| Dinamarca (Tracklisten)                      | 3              |
| Escócia (Scottish Singles Chart)             | 1              |
| Eslováquia (Singles Digitál Top 100)         | 12             |
| Espanha (PROMUSICAE)                         | 60             |
| Estados Unidos (Billboard Hot 100)           | 11             |
| Estados Unidos (Billboard R&B/Hip-Hop)       | 5              |
| Estados Unidos (Billboard Mainstream Top 40) | 22             |
| Estados Unidos (Billboard Rhythmic)          | 21             |
| Finlândia (Suomen virallinen lista)          | 2              |
| França (SNEP)                                | 23             |
| Hungria (Stream Top 40)                      | 4              |
| Irlanda (IRMA)                               | 2              |
| Itália (FIMI)                                | 8              |
| Letônia (Latvijas Top 40)                    | 1              |
| Noruega (VG-lista)                           | 1              |
| Nova Zelândia (Recorded Music NZ)            | 3              |
| Países Baixos (Dutch Top 40)                 | 10             |
| Países Baixos (Single Top 100)               | 5              |
| Polónia (Polish Airplay Top 100)             | 48             |
| Portugal (AFP)                               | 6              |
| Reino Unido (UK Singles Chart)               | 1              |
| Suécia (Sverigetopplistan)                   | 1              |
| Suíça (Schweizer Hitparade)                  | 2              |

## Certificações
| País                       | Certificação | Vendas     |
| -------------------------- | ------------ | ---------- |
| Austrália (ARIA)           | 3× Platina   | 210.000    |
| Bélgica (BEA)              | Platina      | 20.000     |
| Brasil (Pro-Música Brasil) | Platina      | 40.000     |
| Canadá (Music Canada)      | Platina      | 80.000     |
| Dinamarca (IFPI Dinamarca) | Platina      | 90.000     |
| Itália (FIMI)              | Platina      | 50.000     |
| Noruega (IFPI Norway)      | Platina      | 60.000     |
| Nova Zelândia (RMNZ)       | Platina      | 30.000     |
| Portugal (AFP)             | Ouro         | 5.000      |
| Reino Unido (BPI)          | 2× Platina   | 1.200.000  |
| Suécia (GLF)               | 2× Platina   | 16.000.000 |

## Histórico de lançamento
| Região      | Data                   | Formato                | Gravadora(s) | Ref.   |
| ----------- | ---------------------- | ---------------------- | ------------ | ------ |
| Itália      | 15 de dezembro de 2017 | Contemporary hit radio | Universal    | [ 50 ] |
| Reino Unido | 5 de janeiro de 2018   | Contemporary hit radio | Shady        | [ 51 ] |
| Alemanha    | 9 de fevereiro de 2018 | CD single              | Shady        | [ 52 ] |